# Denis Jachiet
Dom Denis Jachiet (Paris, 21 de abril de 1962) é um bispo católico francês, bispo de Diocese de Belfort-Montbéliard.

## Vida
Denis Jachiet é PhD em Química e trabalhou como Pesquisador Associado na Universidade da Califórnia em Los Angeles. Em 1990 entrou no seminário e estudou na École Cathédrale . Após estudos posteriores, obteve a licenciatura no Institut d'Études Théologiques di Bruxelles e recebeu o sacramento da ordenação pela Arquidiocese de Paris em 29 de junho de 1996.
Além de várias tarefas pastorais, trabalhou de 2000 a 2010 na formação de sacerdotes e como professor na École Cathédrale. De 2002 a 2009 foi comissário diocesano para a pastoral vocacional e desde 2005 membro do conselho sacerdotal . De 2013 a 2014 foi pastor diocesano dos escoteiros católicos . Em 2014 foi nomeado vigário geral e cônego titular na catedral de Notre-Dame de Paris.
Em 25 de junho 2016, nomeado Papa Francis ao bispo titular de Tigisi na Numídia e bispo auxiliar em Paris. O arcebispo de Paris, André Cardeal Vingt-Trois , doou-o e na mesma época nomeou Thibault Verny no mesmo ano em 9 de setembro, a ordenação episcopal . Os co- consagradores foram o bispo auxiliar de Paris Jérôme Beau e o bispo de Blois , Jean-Pierre Batut.